# Jeannine Auboyer
Jeannine Auboyer, née le 6 septembre 1912 dans le 9e arrondissement de Paris et morte le 6 février 1990 à Sèvres, est une conservatrice française du musée Guimet (1965-1980) à Paris, qui a fait plusieurs expéditions archéologiques en Inde et au Cambodge et a écrit de nombreux ouvrages historiques sur l'Asie.
Son livre La vie quotidienne en Inde ancienne est une compilation des anciens rituels et coutumes indiens, dont on retrouve de nombreuses traces dans la société indienne d'aujourd'hui.

## Distinctions
- Officier de la Légion d'honneur
- Commandeur de l'ordre des Arts et des Lettres

## Publications
- Jeannine Auboyer, La vie quotidienne dans l'Inde ancienne : environ IIe s. avant J.-C.-VIIe s, Paris, Hachette, 1961, 400 p. (BNF 37437551)
- Jeannine Auboyer, Les Arts de l'Asie orientale et de l'Extrême-Orient, Paris, Presses universitaires de France, coll. « Que sais-je ? », 1964, 128 p.